# Trčkov Grič
Trčkov Grič – wieś w Słowenii, w gminie Vrhnika. W 2018 roku liczyła 68 mieszkańców.